# Submachine
Submachine(Submerged Machine)とはマテウシュ・スクトニクが製作したアドベンチャーゲーム#ポイント・アンド・クリックアドベンチャーゲームシリーズである。第1作は2005年10月にリリースされた。

## 概要
プレイヤーは、シリーズの全作を通して、目覚めた時に記憶喪失になっていたという設定の主人公として行動する。そして、"Submachine"と呼ばれる舞台でパズルを解いたり、集めたアイテムを駆使したりしながら脱出を目指す。メインシリーズ10作品に加え、スピンオフ作品が数点がリリースされた。スピンオフ作品の中には。Jay Is Gamesが主催するコンテスト向けに製作された作品や音楽グループ「フューチャー・ループ・ファウンデーション」の公式サイト向けに製作された作品もあった。

## リリース作品

### メインシリーズ作品
全作品にHDバージョンあり
- Submachine 1: the Basement（バージョンアップ、Changelogsあり）
- Submachine 2: the Lighthouse （Revisitedバージョンあり）
- Submachine 3: the Loop
- Submachine 4: the Lab
- Submachine 5: the Root
- Submachine 6: the Edge
- Submachine 7: the Core
- Submachine 8: the Plan
- Submachine 9: the Temple
- Submachine 10: the Exit

### サブシリーズ作品
- Submachine, the original game. （後のSubmachine 1: The Basement。マテウシュ・スクトニクの Submachine 1 Changelogでいくつかのバージョンをプレイすることが出来る）
- iSubmachine, a game for iPhone.（配信は終了している）
- Submachine 2: The Lighthouse (Sketch)
- Submachine Universe （旧名:Submachine Network Exploration Experience マテウシュ・スクトニクいわく、「ゲームではない作品」）
- Submachine: 32 Chambers
- Submachine Future Loop Foundation
- Submachine Zero: Ancient Adventure

## コミュニティ
本シリーズのファンは多数がゲーム製作者の開設したPastelForumに参加した。シリーズのストーリーが曖昧であったため、多くのファンが自身の推理や考えをフォーラムに投稿した。こうした推理のいくつかはスピンオフ作品のSubmachine Universeに採り入れられた。こうした方法は、プレイヤーを一連のアドベンチャーに引き込む有効な手法だと、Gameshelfのアンドリュー・プロトキンは述べた。

## 受賞
Submachineシリーズは、以下の受賞歴がある。
- Submachine 4 - Jay Is Games: Best of Casual Gameplay, Point-and-Click (2007)
- Submachine 6 - Jay Is Games: Best of Casual Gameplay,  Adventure (2009)[2]
- Submachine: 32  Chambers - Casual Gameplay Design Competition #8[3]